# Аделаїда Орлеанська
Ежені Аделаїда Луїза Орлеанська (фр. Eugène (ou Eugénie) Adélaïde Louise d’Orléans), відома як мадам Аделаїда (фр. madame Adélaïde), (нар. 23 серпня 1777 — пом. 31 грудня 1847) — французька принцеса з Орлеанського дому, донька герцога Орлеанського Луї Філіпа Жозефа, відомого як Філіп Егаліте, та Луїзи Марії Аделаїди де Бурбон, відомої як мадмуазель де Пентьєвр. У 1791—1814 роках мешкала в еміграції. Радниця короля Луї-Філіппа I. Господиня салону. Ботанічна ілюстраторка.

## Біографія

### Молоді роки

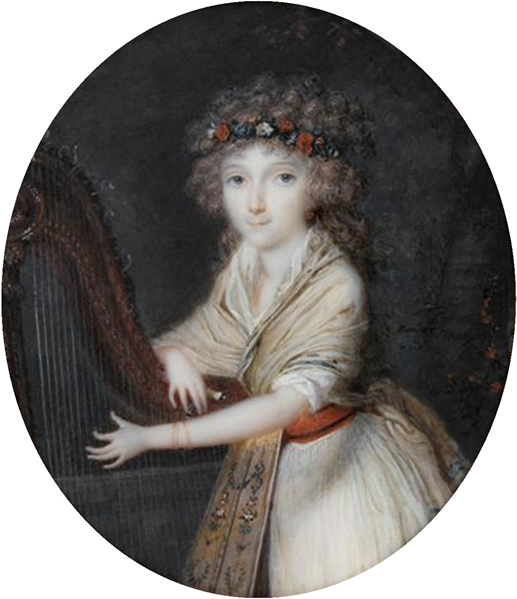
В дитячому віці, портрет Ж. Тассі, близько 1782 року

Народилась разом із сестрою-близнючкою Франсуазою 23 серпня 1777 року в Пале-Рояль у Парижі. Дівчатка стали третьою та четвертою дитиною в сім'ї герцога Шартрського Луї Філіпа Жозефа та його дружини Луїзи Марії Аделаїди де Бурбон, однієї з найбагатших пар Франції. Новонароджені мали двох старших братів: Луї-Філіпа та Антуана Філіпа. За два роки з'явився молодший брат — Луї Шарль. У 1782 році Франсуаза померла в ранньому віці, й Аделаїда залишилася єдиною донькою в родині.
Вихователькою дітей була графиня де Жанліс. Окрім іншого, вона вчила принцесу грі на арфі. Аделаїда була дуже прив'язана до вчительки, і бажання матері замінити де Жанліс неодмінно викликало у неї неспокій. Втім, воно залишилося нереалізованим.
У листопаді 1785 року батько успадкував титул герцога Орлеанського.
Дівчиною вважалася потенційною нареченою для герцога Ангулемського, однак цим планам завадила королева Марія-Антуанетта. Згодом розглядалася як шлюбна партія для молодшого брата герцога Ангулемського — герцога Беррійського. Цей союз також залишився не здійсненим.
Під час Французької революції батько Аделаїди примкнув до революціонерів, відмовився від титулу та взяв прізвище Егаліте, що означає «рівність». Із гувернанткою де Жанліс, відомою своїми ліберальними поглядами, принцеса принаймні один раз відвідала Клуб кордельєрів. Матір не підтримала поглядів чоловіка і навесні 1791 року від'їхала до батьківського дому.

### Еміграція

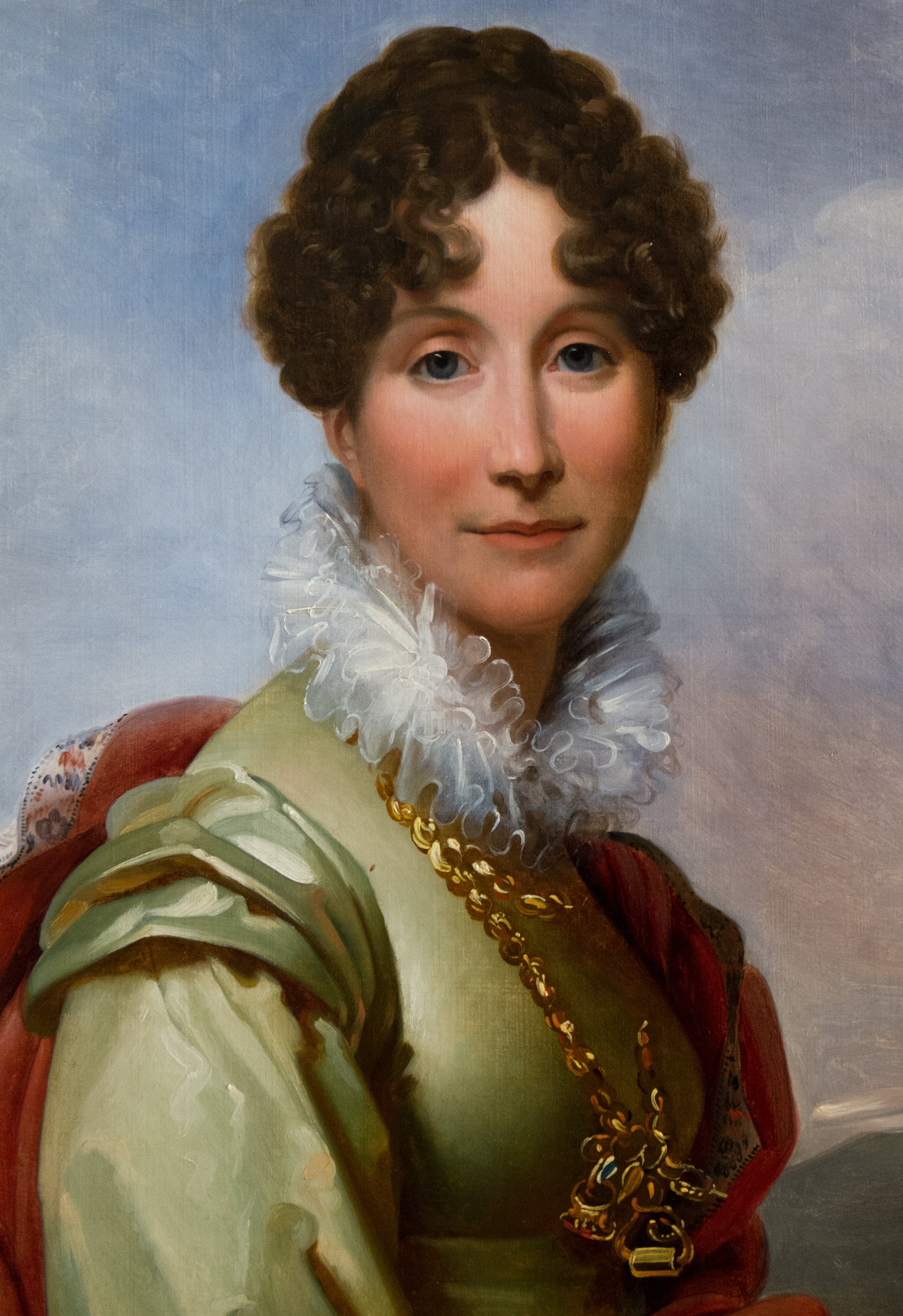
Портрет Аделаїди Орлеанської

У тому ж 1791-му Філіп Егаліте попросив мадам де Жанліс супроводжувати Аделаїду до Англії, проте згодом викликав їх назад, аби запобігти включенню імені принцеси до списку емігрантів. Однак, коли вони прибули, графиня виявила, що Аделаїда вже була в списку і батько попросив знову вивезти доньку з країни. У листопаді 1792 року вони залишили Францію остаточно й оселилися в Турне, неподалік кордну. У квітні 1793 року до них приєднався старший брат принцеси, Луї-Філіп, який попросив політичного притулку у австрійців. Згодом він супроводив сестру на проживання до Швейцарії, де у Фрібурі мешкала їхня двоюрідна бабуся, принцеса де Конті. Інших членів родини, що залишилися у Франції, заарештували. Батька Аделаїди 2 листопада 1793 року було гільйотиновано.
У 1797 році швейцарський уряд заборонив принцесам надалі залишатися в країні, і дами з невеликою свитою знайшли притулок в баварському Ландсгуті. Навесні 1800 року їм довелося тікати й звідти від наполеонівських військ. Зрештою, жінки оселилися у Прессбурзі, де їх навідала родичка Марія Беатріче д'Есте, яка вже кілька років також проживала в еміграції. У 1801 році Аделаїда від'їхала до матері, яка мешкала у Барселоні. Втім, відносини між ними були дуже поганими.
25 листопада 1809 року разом із матір'ю була присутня в Палермо на вінчанні Луї-Філіпа з Марією Амалією Неаполітанською. Після весілля до Іспанії не повернулася, віддавши перевагу життю з братом та невісткою в місцевому палаццо Орлеанів. Її описували як повністю віддану своєму братові та його сім'ї.

### Повернення до Франції

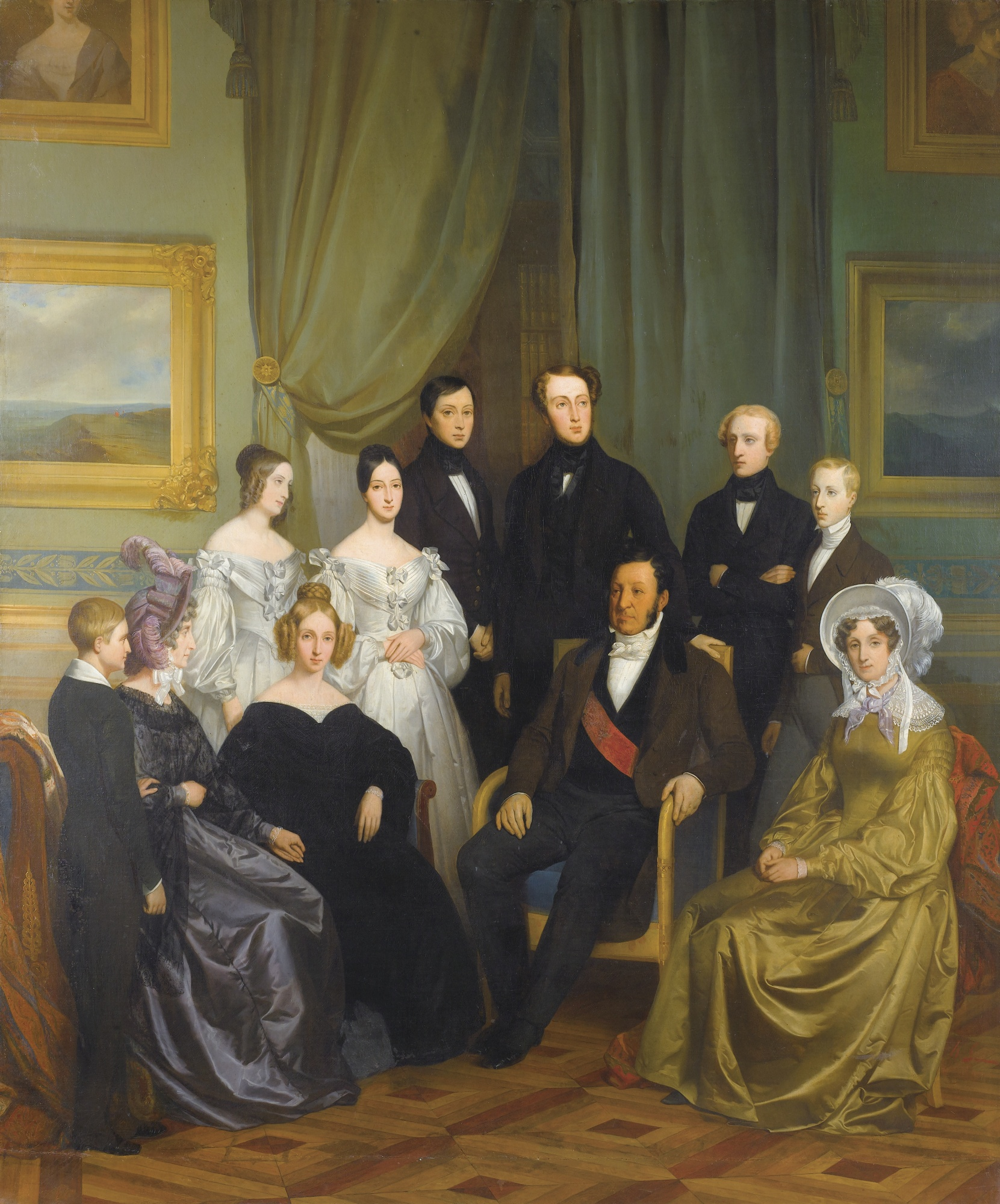
Аделаїда (сидить справа) з сім'єю брата

Після падіння Наполеона у 1814 році повернулася з родиною Луї-Філіпа до Парижу і разом з ними оселилася в Пале-Рояль, який став центром світського суспільного життя столиці. Справжньою господинею в ньому була саме Аделаїда, а не її невістка, яка вирізнялася стриманістю характеру. Луї-Філіп зробив сестру довіреною особою і уважно дослухався її порад, тож принцеса мала на нього великий політичний вплив. Вихована в ліберальному дусі, вона підтримувала ідею конституційної монархії та представницького уряду.
Не була в добрих стосунках з правлячою родиною Бурбонів через їхні реакційні ідеї та вороже ставлення до Орлеанського дому. Особливу неприязнь мала до Марії Терези Французької, яка стала дружиною її потенційного нареченого — герцога Ангулемського.
Саме Аделаїда, а не Луї-Філіп описувалась як активний глава Орлеанської фракції. Дуже прагнула зробити брата монархом. У своїх апартаментах у Пале-Рояль мала салон, що став центром ліберальної опозиції режиму, і, використовуючи великі особисті статки, Аделаїда підтримувала ліберальну пресу та різних політичних діячів, художників, інтелектуалів і впливових осіб, аби зібрати підтримку для Луї-Філіпа.
Під час Липневої революції заохочувала брата прийняти корону. 6 серпня 1830 року була присутня на трибуні на церемонії оголошення Луї Філіпа королем Франції. Разом із невісткою відвідувала тих, хто був поранений під час революції, і надавала їм фінансової підтримки. Протягом свого правління Луї-Філіп щодня навідував сестру, обговорював із нею державні питання та наслідував її поради. Через це її смерть вважалася для королівської родини великою втратою не лише в емоційному, а й у політичному плані.
Принцеси не стало 31 грудня 1847 року в палаці Тюїльрі. Вона була похована у Королівській каплиці в Дре. По собі залишила великі статки. З них замок Рандан в Оверні заповіла племіннику Антуану Орлеанському, а замок Арк-ан-Барруа, зведений у 1845 році, — іншому племіннику, Франсуа Орлеанському. За два місяці після її смерті у Франції відбулася революція, результатом якої стало проголошення Другої республіки. Родина Луї-Філіпа втекла до Англії.

## Особисте життя
Низка публікацій англійської преси 1830-х років згадувала, що Аделаїда перебувала в таємному морганатичному шлюбі з бароном Луї Марією Батистом Ателеном, генералом та ад'ютантом Луї-Філіпа.

## Нагороди
- Орден Королеви Марії Луїзи № 375.

## Галерея

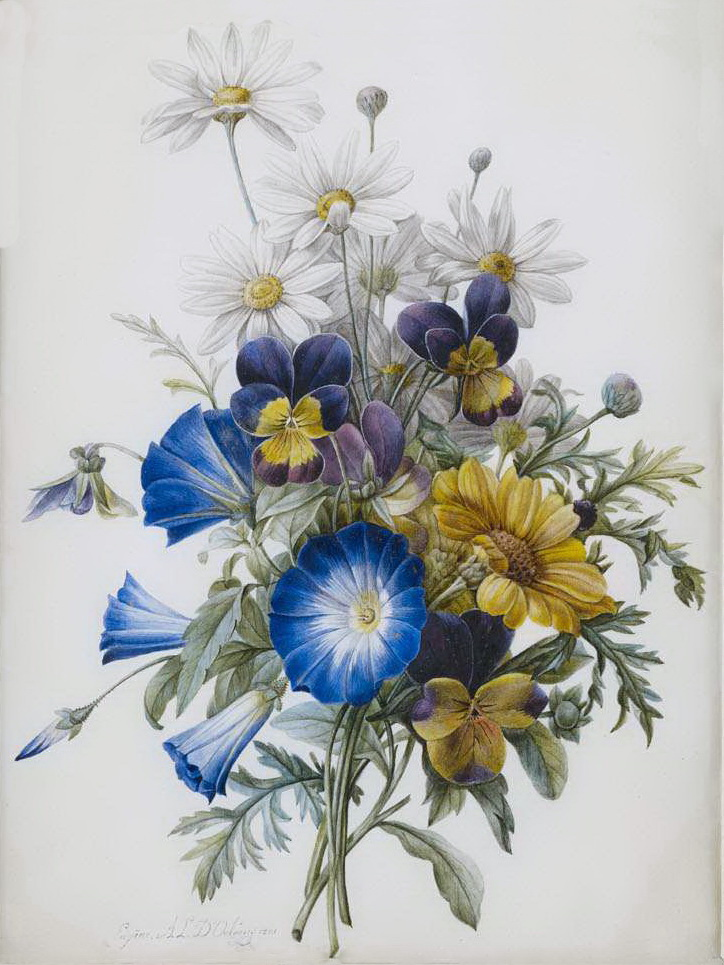
Картина роботи принцеси Аделаїди, 1821
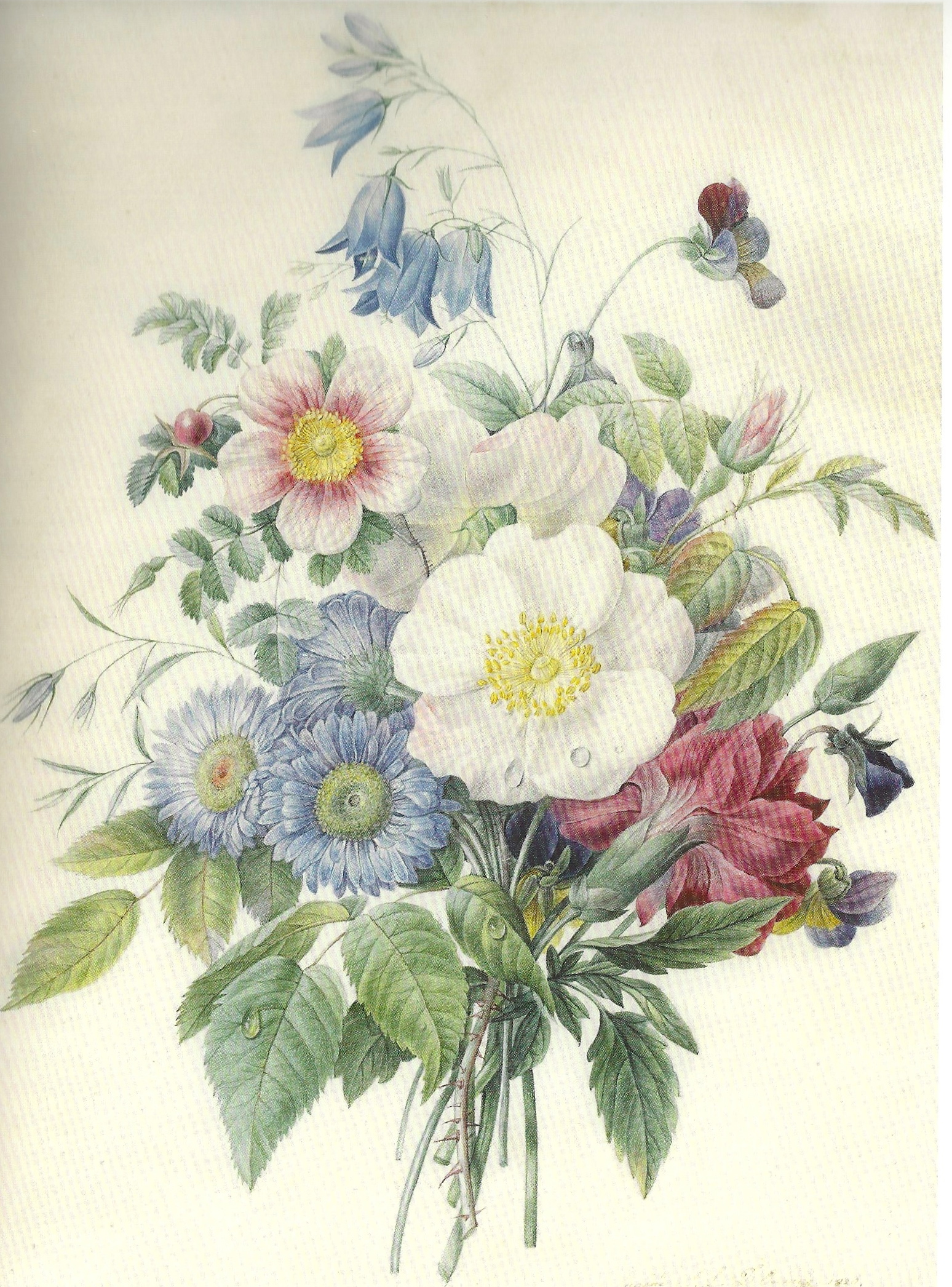
Картина пензля Аделаїди, 1820-ті